# Discografia di Ernia
La discografia di Ernia, rapper italiano, è costituita da quattro album in studio, un mixtape, un EP, ventinove singoli e ventitré video musicali (inclusi quelli come artista ospite), pubblicati dal 2013.

## Album in studio
| Anno | Titolo | Classifiche | Classifiche | Certificazioni     |
| Anno | Titolo | ITA         | SWI         | Certificazioni     |
| ---- | --- | ----------- | ----------- | ------------------ |
| 2017 | Come uccidere un usignolo - Pubblicato: 2 giugno 2017 - Etichetta: Thaurus Music, Universal Music Italia - Formati: CD, 2 CD, download digitale, streaming | 5           | —           | - ITA: Platino     |
| 2018 | 68 - Pubblicato: 7 settembre 2018 - Etichetta: Thaurus Music, Island Records - Formati: CD, LP, download digitale, streaming                               | 1           | —           | - ITA: Platino (2) |
| 2020 | Gemelli - Pubblicato: 19 giugno 2020 - Etichetta: Island Records, Universal Music Italia - Formati: CD, LP, download digitale, streaming                   | 1           | 61          | - ITA: Platino (5) |
| 2022 | Io non ho paura - Pubblicato: 18 novembre 2022 - Etichetta: Island Records, Universal Music Italia - Formati: CD, LP, download digitale, streaming         | 1           | 32          | - ITA: Platino (3) |

## Mixtape
| Anno | Titolo |
| ---- | --- |
| 2013 | N.G.R.B. - Pubblicato: 29 agosto 2013 - Etichetta: Thaurus Music - Formati: CD, LP, download digitale, streaming |

## Extended play
| Anno | Titolo |
| ---- | --- |
| 2016 | No Hooks - Pubblicato: 21 settembre 2016 - Etichetta: Thaurus Music - Formati: Download digitale, streaming |

## Singoli

### Come artista principale
| Anno                                                         | Titolo                                                                   | Classifiche | Certificazioni     | Album di provenienza        |
| Anno                                                         | Titolo                                                                   | ITA         | Certificazioni     | Album di provenienza        |
| ------------------------------------------------------------ | ------------------------------------------------------------------------ | ----------- | ------------------ | --------------------------- |
| 2016                                                         | Tutto bene                                                               | —           |                    | /                           |
| 2016                                                         | Venere                                                                   | —           |                    | /                           |
| 2016                                                         | Fenomeno (feat. Izi e Moses Sangare)                                     | —           |                    | /                           |
| 2017                                                         | Ego                                                                      | —           |                    | Come uccidere un usignolo   |
| 2018                                                         | La pelle del puma                                                        | —           |                    | /                           |
| 2018                                                         | 68                                                                       | 54          | - ITA: Oro         | 68                          |
| 2019                                                         | Certi giorni (feat. Nitro)                                               | 42          | - ITA: Platino     | 68 (Till the End)           |
| 2020                                                         | Superclassico                                                            | 1           | - ITA: Platino (7) | Gemelli                     |
| 2020                                                         | Nuove strade (con Rkomi, Madame, Gaia, Samurai Jay e Andry the Hitmaker) | 51          |                    | /                           |
| 2021                                                         | Ferma a guardare (feat. Pinguini Tattici Nucleari)                       | 3           | - ITA: Platino (5) | Gemelli                     |
| 2021                                                         | Di notte (feat. Sfera Ebbasta e Carl Brave)                              | 17          | - ITA: Platino     | Gemelli (ascendente Milano) |
| 2022                                                         | Bella fregatura                                                          | 5           | - ITA: Platino (2) | Io non ho paura             |
| 2023                                                         | Il mio nome Remix (feat. Mara Sattei)                                    | 51          | - ITA: Platino     | Io non ho paura             |
| 2023                                                         | Lewandowski X                                                            | 43          |                    | Io non ho paura             |
| 2023                                                         | Parafulmini (con Bresh e Fabri Fibra)                                    | 13          | - ITA: Platino (3) | Io non ho paura             |
| 2024                                                         | My Love! (con Sixpm, Rose Villain e i SLF)                               | 87          |                    | /                           |
| "—" indica una pubblicazione non classificata in quel paese. |                                                                          |             |                    |                             |

### Come artista ospite
| Anno                                                         | Titolo                                                      | Classifiche | Certificazioni | Album di provenienza |
| Anno                                                         | Titolo                                                      | ITA         | Certificazioni | Album di provenienza |
| ------------------------------------------------------------ | ----------------------------------------------------------- | ----------- | -------------- | -------------------- |
| 2018                                                         | Acqua calda e limone (Rkomi feat. Ernia)                    | 45          | - ITA: Platino | Ossigeno - EP        |
| 2018                                                         | Brr (Doke feat. Ernia)                                      | —           |                | /                    |
| 2019                                                         | 11 (Parix Hilton feat. Ernia)                               | —           |                | /                    |
| 2020                                                         | Numb (Merk & Kremont e Svea feat. Ernia)                    | —           |                | /                    |
| 2020                                                         | 25 ore (Gué Pequeno feat. Ernia e Shablo)                   | 64          | - ITA: Oro     | Mr. Fini             |
| 2021                                                         | Kandinsky (Don Joe feat. Ernia e Rose Villain)              | —           |                | Milano soprano       |
| 2023                                                         | Ricordi (Epoque feat. Ernia)                                | —           |                | Tram 83              |
| 2023                                                         | Per un fra (Cancun feat. Ernia)                             | —           |                | /                    |
| 2024                                                         | Giorgia (Suspect CB feat. Ernia)                            | —           |                | Eco                  |
| 2024                                                         | Il doc 4 (VillaBanks feat. Ernia, Emis Killa e Niky Savage) | 43          |                | Quanto manca 2       |
| 2024                                                         | Istinto animale (Don Joe feat. Guè, Annalisa ed Ernia)      | 29          |                | /                    |
| 2024                                                         | Io vorrei 2024 (Gigi D'Alessio feat. Elodie ed Ernia)       | 78          |                | Fra                  |
| 2024                                                         | Good Girl (Night Skinny feat. Rkomi, Ernia e Bresh)         | 18          |                | Containers           |
| "—" indica una pubblicazione non classificata in quel paese. |                                                             |             |                |                      |

## Altri brani entrati in classifica e/o certificati
| Anno                                                         | Titolo                                       | Classifiche | Certificazioni     | Album di provenienza           |
| Anno                                                         | Titolo                                       | ITA         | Certificazioni     | Album di provenienza           |
| ------------------------------------------------------------ | -------------------------------------------- | ----------- | ------------------ | ------------------------------ |
| 2017                                                         | Gotham                                       | —           | - ITA: Oro         | Come uccidere un usignolo      |
| 2017                                                         | Madonna (feat. Rkomi)                        | —           | - ITA: Oro         | Come uccidere un usignolo      |
| 2017                                                         | Bella                                        | —           | - ITA: Oro         | Come uccidere un usignolo      |
| 2017                                                         | Come uccidere un usignolo                    | 54          |                    | Come uccidere un usignolo      |
| 2017                                                         | Disgusting (feat. Gué Pequeno)               | 48          | - ITA: Oro         | Come uccidere un usignolo - 67 |
| 2018                                                         | Simba                                        | 38          | - ITA: Platino     | 68                             |
| 2018                                                         | Domani                                       | 86          |                    | 68                             |
| 2018                                                         | No Pussy                                     | 88          |                    | 68                             |
| 2018                                                         | Tosse (la fine)                              | 79          |                    | 68                             |
| 2018                                                         | Bro (feat. Tedua)                            | 33          |                    | 68                             |
| 2018                                                         | Paranoia mia                                 | 68          |                    | 68                             |
| 2018                                                         | Sigarette (l'inizio)                         | 94          |                    | 68                             |
| 2018                                                         | QQQ                                          | 96          |                    | 68                             |
| 2018                                                         | Lewandowski VI                               | 51          | - ITA: Oro         | 68 (Till The End)              |
| 2018                                                         | Phi                                          | 66          |                    | 68 (Till The End)              |
| 2018                                                         | Il mondo chico (feat. Lazza)                 | 55          |                    | 68 (Till The End)              |
| 2018                                                         | Ti ho perso                                  | 53          | - ITA: Oro         | 68 (Till The End)              |
| 2018                                                         | Mr Bamboo (feat. Chadia Rodríguez)           | 75          |                    | 68 (Till The End)              |
| 2020                                                         | Vivo                                         | 12          | - ITA: Oro         | Gemelli                        |
| 2020                                                         | Puro Sinaloa (feat. Tedua, Rkomi, e Lazza)   | 5           | - ITA: Platino     | Gemelli                        |
| 2020                                                         | Morto dentro                                 | 14          | - ITA: Oro         | Gemelli                        |
| 2020                                                         | Non me ne frega un cazzo (feat. Fabri Fibra) | 23          | - ITA: Oro         | Gemelli                        |
| 2020                                                         | Ferma a guardare                             | 18          |                    | Gemelli                        |
| 2020                                                         | MeryXSempre (feat. Shiva)                    | 21          | - ITA: Oro         | Gemelli                        |
| 2020                                                         | U2                                           | 24          | - ITA: Oro         | Gemelli                        |
| 2020                                                         | Pensavo di ucciderti (feat. Luchè)           | 23          |                    | Gemelli                        |
| 2020                                                         | Cigni                                        | 36          |                    | Gemelli                        |
| 2020                                                         | Fuoriluogo (feat. Madame)                    | 28          |                    | Gemelli                        |
| 2020                                                         | Bugie                                        | 41          |                    | Gemelli                        |
| 2021                                                         | Lewandowski VII                              | 44          |                    | Gemelli (ascendente Milano)    |
| 2021                                                         | La prima volta                               | 76          |                    | Gemelli (ascendente Milano)    |
| 2021                                                         | Scegliere bene                               | 99          |                    | Gemelli (ascendente Milano)    |
| 2021                                                         | Lewandowski VIII (64 Bars)                   | 22          | - ITA: Oro         | Red Bull 64 Bars, The Album    |
| 2022                                                         | Tutti hanno paura (feat. Marco Mengoni)      | 16          |                    | Io non ho paura                |
| 2022                                                         | Bu!                                          | 17          |                    | Io non ho paura                |
| 2022                                                         | Qualcosa che manca (feat. Rkomi)             | 11          |                    | Io non ho paura                |
| 2022                                                         | Cattive intenzioni (feat. Salmo)             | 20          |                    | Io non ho paura                |
| 2022                                                         | Buonanotte                                   | 3           | - ITA: Oro         | Io non ho paura                |
| 2022                                                         | Weekend                                      | 25          |                    | Io non ho paura                |
| 2022                                                         | Acqua tonica (feat. Geolier, e Junior K)     | 4           | - ITA: Platino (2) | Io non ho paura                |
| 2022                                                         | Così stupidi                                 | 19          |                    | Io non ho paura                |
| 2022                                                         | Bastava la metà (feat. Gaia, Guè)            | 21          |                    | Io non ho paura                |
| 2022                                                         | Non ho sonno                                 | 34          |                    | Io non ho paura                |
| 2022                                                         | Il mio nome (feat. Valentina Cabassi)        | 27          | - ITA: Platino     | Io non ho paura                |
| 2022                                                         | Rose & fiori                                 | 40          |                    | Io non ho paura                |
| 2022                                                         | L'impostore                                  | 46          |                    | Io non ho paura                |
| "—" indica una pubblicazione non classificata in quel paese. |                                              |             |                    |                                |

## Collaborazioni
| Anno                                                         | Titolo | Classifiche | Classifiche        | Album di provenienza                             |
| Anno                                                         | Titolo | ITA         | Classifiche        | Album di provenienza                             |
| ------------------------------------------------------------ | --- | ----------- | ------------------ | ------------------------------------------------ |
| 2011                                                         | I fantastici 4 (GionnyScandal feat. Blema, Ghali ed Ernia)                                                                           | —           |                    | Haters Make Me Famous                            |
| 2012                                                         | Follow Me (Gué Pequeno feat. Ghali ed Ernia)                                                                                         | —           |                    | Fastlife Mixtape Vol. 3                          |
| 2013                                                         | We lo zio (Ghali feat. Ernia) | —           |                    | Leader                                           |
| 2013                                                         | Non ci siamo (Sfera Ebbasta feat. Ernia)                                                                                             | —           |                    | Emergenza Mixtape Vol. 1                         |
| 2014                                                         | Madre è l'altro nome di Dio (Mille Lire feat. Love B ed Ernia)                                                                       | —           |                    | Educazione siberiana                             |
| 2017                                                         | Bulletproof (Highsnob feat. Ernia)                                                                                                   | —           |                    | PrettyBoy                                        |
| 2017                                                         | Male (The Night Skinny feat. Ernia)                                                                                                  | —           |                    | Pezzi                                            |
| 2018                                                         | Garage (Crookers feat. Ernia) | —           |                    | Crookers Mixtape 2 - Quello dopo, quello prima   |
| 2018                                                         | Guantanamera (Jangy Leeon e Weirdo feat. Francikario ed Ernia)                                                                       | —           |                    | Eldorado                                         |
| 2019                                                         | Se mi perdo altrove (CoCo feat. Ernia e Mecna)                                                                                       | 82          |                    | Acquario                                         |
| 2019                                                         | Numero 10 (The Night Skinny feat. Ernia e Quentin40)                                                                                 | 19          |                    | Mattoni                                          |
| 2019                                                         | Novità (The Night Skinny feat. Rkomi, Ernia e Tedua)                                                                                 | 6           | - ITA: Platino     | Mattoni                                          |
| 2019                                                         | Mattoni (The Night Skinny feat. Noyz Narcos, Shiva, Speranza, Gué Pequeno, Achille Lauro, Geolier, Lazza, Ernia, Side Baby e Taxi B) | 11          | - ITA: Oro         | Mattoni                                          |
| 2019                                                         | Lascia un segno (Fabri Fibra feat. Ernia e Rkomi)                                                                                    | 67          |                    | Il tempo vola 2002-2020                          |
| 2020                                                         | Diamanti (Elodie feat. Ernia) | —           |                    | This Is Elodie                                   |
| 2020                                                         | IQOS (Giaime feat. Ernia) | 41          | - ITA: Oro         | Mula                                             |
| 2020                                                         | Bro II (Tedua feat. Ernia) | 16          |                    | Vita vera mixtape: aspettando la Divina Commedia |
| 2020                                                         | Soli al mondo (Random feat. Ernia)                                                                                                   | —           |                    | Montagne russe                                   |
| 2021                                                         | Wow (Mecna feat. Ernia) | 62          |                    | Mentre nessuno guarda                            |
| 2021                                                         | Sirena (Mace feat. Ernia, Samurai Jay e DARRN)                                                                                       | 27          | - ITA: Oro         | OBE                                              |
| 2021                                                         | Per tutta la città (Emis Killa e Jake La Furia feat. Ernia)                                                                          | 42          |                    | 17 - Dark Edition                                |
| 2021                                                         | Nuda (Madame feat. Ernia) | 31          |                    | Madame                                           |
| 2021                                                         | Polka 2 (Rosa Chemical feat. Gué Pequeno ed Ernia)                                                                                   | 16          | - ITA: Oro         | Forever and Ever                                 |
| 2021                                                         | 10 ragazze (Rkomi feat. Ernia) | 6           | - ITA: Platino (2) | Taxi Driver                                      |
| 2021                                                         | Via da qui (TY1 feat. Ernia e Tiromancino)                                                                                           | —           |                    | Djungle                                          |
| 2021                                                         | Le mie note (Leon Faun feat. Ernia)                                                                                                  | —           |                    | C'era una volta                                  |
| 2021                                                         | Sul a' mia (Lele Blade feat. Ernia)                                                                                                  | —           |                    | Ambizione                                        |
| 2021                                                         | Futura ex (Guè feat. Ernia) | 9           | - ITA: Oro         | Guesus                                           |
| 2022                                                         | Creatur (Sick Luke feat. Geolier ed Ernia)                                                                                           | 10          |                    | X2                                               |
| 2022                                                         | Ci riuscirò davvero (Luchè feat. Ernia)                                                                                              | 33          |                    | Dove volano le aquile                            |
| 2022                                                         | Chance (2rari feat. Anice ed Ernia)                                                                                                  | —           |                    | 2 or Die                                         |
| 2022                                                         | Apri (Salmo feat. Ernia, Luciennn e Verano)                                                                                          | 67          |                    | Blocco 181 - Original Soundtrack                 |
| 2022                                                         | Marciapiede (The Night Skinny feat. Tony Effe, Ernia e Rkomi)                                                                        | 27          |                    | Botox                                            |
| 2022                                                         | Prodotto (The Night Skinny feat. Ernia, Paky, Jake La Furia e Lazza)                                                                 | 22          |                    | Botox                                            |
| 2022                                                         | Addio (The Night Skinny feat. Rkomi, Ernia, Mahmood e Gazzelle)                                                                      | 33          |                    | Botox                                            |
| 2022                                                         | Sparami (The Night Skinny feat. Ariete, Ernia e CoCo)                                                                                | 68          |                    | Botox                                            |
| 2022                                                         | BTX Posse (The Night Skinny feat. Fabri Fibra, Ernia, Lazza, Tony Effe, Coez, Geolier, Guè, Paky, MamboLosco e L'immortale)          | 16          | - ITA: Oro         | Botox                                            |
| 2023                                                         | Triste (Sacky feat. Neima Ezza ed Ernia)                                                                                             | —           |                    | Quello vero                                      |
| 2023                                                         | Fiumi rosé (Don Joe feat. Neima Ezza ed Ernia)                                                                                       | —           |                    | Don dada                                         |
| 2023                                                         | In Heaven (Nitro feat. Ernia) | —           |                    | Outsider                                         |
| 2023                                                         | Odio stare da solo (Dylan feat. Ernia)                                                                                               | —           |                    | Love Is War                                      |
| 2023                                                         | Mc Drive (La Haine) (Emis Killa feat. Ernia e Coez)                                                                                  | 49          |                    | Effetto notte                                    |
| 2023                                                         | Fiori d'orgoglio (Marco Mengoni feat. Ernia)                                                                                         | —           |                    | Materia (Prisma)                                 |
| 2023                                                         | Figlio unico (Irama e Rkomi feat. Kid Yugi ed Ernia)                                                                                 | —           |                    | No Stress                                        |
| 2023                                                         | Diavoli (Nerissima Serpe feat. Ernia)                                                                                                | —           |                    | Identità                                         |
| 2024                                                         | Nemico (Kid Yugi feat. Ernia) | 19          |                    | I nomi del diavolo                               |
| 2024                                                         | Stan (Rose Villain feat. Ernia) | 36          |                    | Radio Sakura                                     |
| 2024                                                         | Lumière (Mace feat. Izi, Ernia, Tony Boy e Digital Astro)                                                                            | 35          |                    | Māyā                                             |
| 2024                                                         | Non mi vedi (Baby Gang feat. Fabri Fibra, Ernia, Geolier e Rkomi)                                                                    | 36          |                    | L'angelo del male                                |
| 2024                                                         | Se fosse per me (CoCo feat. Ernia)                                                                                                   | —           |                    | Mai più forse                                    |
| 2024                                                         | Take Me to the Beach (Remix) (Imagine Dragons feat. Ernia)                                                                           | 89          |                    | Loom (Deluxe Edition)                            |
| 2024                                                         | Se corri (Nayt feat. Ernia) | 51          |                    | Lettera Q                                        |
| 2025                                                         | Nei DM (Guè feat. Ernia e Tormento)                                                                                                  | 36          |                    | Tropico del Capricorno                           |
| 2025                                                         | Milano Bloody Money (Jake La Furia feat. Ernia)                                                                                      | 75          |                    | Fame                                             |
| 2025                                                         | Vorrei (Rkomi feat. Ernia) | —           |                    | Decrescendo                                      |
| 2025                                                         | Veleno (Rkomi feat. Ernia) | —           |                    | Decrescendo                                      |
| 2025                                                         | Roussian roulette (Fabri Fibra feat. Ernia)                                                                                          | —           |                    | Mentre Los Angeles brucia (bonus)                |
| 2025                                                         | Notte blu II (DJ Shocca feat. Ernia, Frank Siciliano e Gemitaiz)                                                                     | —           |                    | 60 Hz II                                         |
| 2025                                                         | Welcome to the Jungle (Shablo feat. Ernia, Joshua e Neffa)                                                                           | —           |                    | Manifesto                                        |
| "—" indica una pubblicazione non classificata in quel paese. | |             |                    |                                                  |

## Video musicali
| Anno | Titolo               | Regista/i                         |
| ---- | -------------------- | --------------------------------- |
| 2016 | Tutto bene           | Emanuel Marletta                  |
| 2016 | Venere               | Lanovantuno                       |
| 2016 | Fenomeno             | Andrea Longhin e Claudio Spanu    |
| 2017 | Ego                  | Federico Merlo                    |
| 2018 | La pelle del puma    | —                                 |
| 2018 | Acqua calda e limone | Orazio Guarino                    |
| 2019 | Certi giorni         | AcquaSintetica                    |
| 2020 | Numb                 | —                                 |
| 2020 | Superclassico        | Gianluigi Carella                 |
| 2020 | Nuove strade         | Davide Vicari e Manuel Tatasciore |
| 2020 | 25 ore               | Igor Grbesic e Marc Lucas         |
| 2021 | Ferma a guardare     | Fabrizio Conte                    |
| 2021 | Kandinsky            | —                                 |
| 2022 | Bella fregatura      | Igor Grbesic e Marc Lucas         |
| 2023 | Il mio nome Remix    | Igor Grbesic e Marc Lucas         |
| 2023 | Parafulmini          | Fabrizio Conte                    |
| 2023 | Per un fra           | Peter Marvu                       |
| 2024 | Giorgia              | Amedeo Zancanella                 |
| 2024 | Il doc 4             | Peter Marvu                       |
| 2024 | Istinto animale      | Fabrizio Conte                    |
| 2024 | Io vorrei 2024       | Domenico Velletri                 |
| 2024 | My Love!             | Amedeo Zancanella                 |
| 2024 | Good Girl            | Sofia Ninova                      |